# ミゲル・ロケ・ファレーロ
ミキ・ロケ(Miki Roqué)ことミゲル・ロケ・ファレーロ（Miguel Roqué Farrero、1988年7月8日 – 2012年6月24日）は、スペイン・トレム出身のサッカー選手。本来のポジションはディフェンダー（センターバック）だが、守備的ミッドフィールダーとしてもプレーできた。

## 経歴
18歳の誕生日を迎える前にイングランドのリヴァプールFCと契約。2007年から2009年にかけて同国のオールダム・アスレティックAFC、スペインのヘレスCDやFCカルタヘナにレンタル移籍した。2009年にスペインに戻り、セグンダ・ディビシオン（2部）のレアル・ベティスに完全移籍した。23歳だった2012年6月、骨盤の悪性腫瘍により死去した。

### リヴァプール
カタルーニャ州・リェイダ県・トレム出身であり、地元のUEリェイダの下部組織に所属していたが、17歳の時にスペイン人のラファエル・ベニテス監督が率いるイングランドのリヴァプールFCと契約した。2006年のFAユースカップ決勝・マンチェスター・シティFC戦ではファーストレグ・セカンドレグともに途中出場した。2006年12月5日、2006-07シーズンのUEFAチャンピオンズリーググループリーグ・ガラタサライSK戦(2-3)では、同じスペイン人のシャビ・アロンソとの交代で途中出場してトップチームデビューを果たした。2006-07シーズン後半戦はフットボールリーグ1（実質3部）のオールダム・アスレティックAFCにレンタル移籍したが、出場機会は稀であった。その後の2年間も困難な状況が続き、2007-08シーズンは母国のセグンダ・ディビシオン（2部）・ヘレスCDにレンタル移籍したもののリーグ戦の出場は1試合に終わった。2008-09シーズンはセグンダ・ディビシオンB（実質3部）のFCカルタヘナにレンタル移籍し、30試合に出場してセグンダ・ディビシオン昇格に貢献した。

### ベティス
2009年7月、スペインに戻ってセグンダ・ディビシオン（2部）のレアル・ベティスと契約し、Bチームに加わった。2010-11シーズンはトップチームの選手となり、12試合に出場（うち10試合は先発出場）して2年ぶりのプリメーラ・ディビシオン（1部）昇格に貢献した。

### 病気の発覚と死去
2011年3月5日、背中の問題のために定期的な健診を受けたが、骨盤の悪性腫瘍と診断された。5月には6時間にもおよぶ悪性腫瘍部分の切除手術を受けたが、この病気の手術には保険が適用されなかったため、クラブとサポーターはホワイトリストバンドを販売し、その売上金を手術費用に充てることでミキ・ロケをサポートした。24歳の誕生日を2週間後に控えた2012年6月24日、1年の闘病生活の後にバルセロナの病院で死去した。彼の死はUEFA EURO 2012に出場中のスペイン代表選手にも伝わり、Twitterでは多くの追悼ツイートがなされた。7月2日、ベティスはミキ・ロケが最後につけていた背番号26を永久欠番とすると発表した。